# Brain Dead 13
Braindead 13 (Japans: ブレインデッド13") is een videospel dat in 1995 uitkwam. Het spel werd ontwikkeld door ReadySoft Incorporated en uitgegeven door Empire Interactive Entertainment.

## Ontvangst
| Beoordeeld door              | Jaar | Platform    | Score |
| ---------------------------- | ---- | ----------- | ----- |
| World Village (Gamer's Zone) | 1995 | Windows     | 80%   |
| World Village (Gamer's Zone) | 1995 | DOS         | 80%   |
| Game Revolution              | 2004 | SEGA Saturn | 75%   |
| Game Zero                    | 1996 | PlayStation | 74%   |
| GameFan Magazine             | 1996 | 3DO         | 73%   |
| All Game Guide               | 1998 | 3DO         | 70%   |
| neXGam                       | 1996 | Jaguar      | 47%   |
| GameSpot                     | 1996 | Windows     | 35%   |
| The Video Game Critic        | 2008 | Jaguar      | 25%   |
| The Video Game Critic        | 2010 | PlayStation | 0%    |